# Élections législatives de 1962 dans l'Aveyron
Les élections législatives françaises de 1962 se déroulent les 18 et 25 novembre 1962. Dans le département de l'Aveyron, trois députés sont à élire dans le cadre de trois circonscriptions.

## Élus
| Circonscription | Député sortant            | Parti | Parti | Député élu ou réélu       | Parti | Parti  |
| --------------- | ------------------------- | ----- | ----- | ------------------------- | ----- | ------ |
| 1re             | Roland Boscary-Monsservin |       | CNIP  | Roland Boscary-Monsservin |       | RI     |
| 2e              | Albert Trébosc            |       | CNIP  | Robert Fabre              |       | Radsoc |
| 3e              | Charles Dutheil           |       | MRP   | Roger Julien              |       | MRP    |

## Résultats

### Résultats à l'échelle du département
| Parti          | Parti                                          | Premier tour | Premier tour | Second tour | Second tour | Sièges |
| Parti          | Parti                                          | Voix         | %            | Voix        | %           | Sièges |
| -------------- | ---------------------------------------------- | ------------ | ------------ | ----------- | ----------- | ------ |
|                | Républicains indépendants                      | 27 573       | 21,40        |             |             | 1      |
|                | Union pour la nouvelle République (UDT)        | 17 565       | 13,63        | 23 009      | 23,76       | 0      |
|                | Majorité présidentielle                        | 45 138       | 35,03        | 23 009      | 23,76       | 1      |
|                |                                                |              |              |             |             |        |
|                | Centre national des indépendants et paysans    | 20 392       | 15,83        | 17 570      | 18,14       | 0      |
|                | Mouvement républicain populaire                | 15 483       | 12,02        | 27 113      | 27,99       | 1      |
|                | Centre démocratique                            | 35 875       | 27,84        | 44 683      | 46,14       | 1      |
|                |                                                |              |              |             |             |        |
|                | Parti radical                                  | 28 495       | 22,11        | 29 159      | 30,11       | 1      |
|                | Parti communiste français                      | 14 927       | 11,58        | Retrait     | Retrait     | 0      |
|                | Section française de l'Internationale ouvrière | 4 417        | 3,43         | Retrait     | Retrait     | 0      |
|                |                                                |              |              |             |             |        |
| Inscrits       | Inscrits                                       | 192 643      | 100,00       | 128 992     | 100,00      | 3      |
| Abstentions    | Abstentions                                    | 55 611       | 28,87        | 28 244      | 21,9        |        |
| Votants        | Votants                                        | 137 032      | 71,13        | 100 748     | 78,1        |        |
| Blancs et nuls | Blancs et nuls                                 | 8 180        | 5,97         | 3 897       | 3,87        |        |
| Exprimés       | Exprimés                                       | 128 852      | 94,03        | 96 851      | 96,13       |        |

### Résultats par circonscription

#### Première circonscription (Rodez)
|                | Roland Boscary-Monsservin sortant réélu | RI             | 27 573 | 71,73  |  |  |  |
|                | Marcel Labeix                           | Radsoc         | 6 905  | 17,96  |  |  |  |
|                | Victoria Pascal                         | PCF            | 3 963  | 10,31  |  |  |  |
|                |                                         |                |        |        |  |  |  |
| Inscrits       | Inscrits                                | Inscrits       | 63 527 | 100,00 |  |  |  |
| Abstentions    | Abstentions                             | Abstentions    | 20 568 | 32,38  |  |  |  |
| Votants        | Votants                                 | Votants        | 42 959 | 67,62  |  |  |  |
| Blancs et nuls | Blancs et nuls                          | Blancs et nuls | 4 518  | 10,52  |  |  |  |
| Exprimés       | Exprimés                                | Exprimés       | 38 441 | 89,48  |  |  |  |

#### Deuxième circonscription (Villefranche-de-Rouergue)
| Candidat       | Candidat               | Parti          | Premier tour | Premier tour | Second tour | Second tour |  |
| Candidat       | Candidat               | Parti          | Voix         | %            | Voix        | %           |  |
| -------------- | ---------------------- | -------------- | ------------ | ------------ | ----------- | ----------- |  |
|                | Robert Fabre élu       | Radsoc         | 15 375       | 35,4         | 29 159      | 62,4        |  |
|                | Albert Trébosc sortant | CNIP           | 13 997       | 32,23        | 17 570      | 37,6        |  |
|                | Jean Martin            | PCF            | 6 756        | 15,56        | Retrait     | Retrait     |  |
|                | Maurice Mennecier      | SFIO           | 4 417        | 10,17        | Retrait     | Retrait     |  |
|                | René Jayr              | MRP            | 2 886        | 6,65         | Retrait     | Retrait     |  |
|                |                        |                |              |              |             |             |  |
| Inscrits       | Inscrits               | Inscrits       | 61 760       | 100,00       | 61 669      | 100,00      |  |
| Abstentions    | Abstentions            | Abstentions    | 16 758       | 27,13        | 13 941      | 22,61       |  |
| Votants        | Votants                | Votants        | 45 002       | 72,87        | 47 728      | 77,39       |  |
| Blancs et nuls | Blancs et nuls         | Blancs et nuls | 1 571        | 3,49         | 999         | 2,09        |  |
| Exprimés       | Exprimés               | Exprimés       | 43 431       | 96,51        | 46 729      | 97,91       |  |

#### Troisième circonscription (Millau)
| Candidat       | Candidat            | Parti          | Premier tour | Premier tour | Second tour | Second tour |  |
| Candidat       | Candidat            | Parti          | Voix         | %            | Voix        | %           |  |
| -------------- | ------------------- | -------------- | ------------ | ------------ | ----------- | ----------- |  |
|                | Louis-Alexis Delmas | UNR            | 17 565       | 37,39        | 23 009      | 45,91       |  |
|                | Roger Julien élu    | MRP            | 12 597       | 26,81        | 27 113      | 54,09       |  |
|                | Emmanuel Temple     | CNIP           | 6 395        | 13,61        | Retrait     | Retrait     |  |
|                | Cyprien Trouche     | Radsoc         | 6 215        | 13,23        | Retrait     | Retrait     |  |
|                | Albert Séguier      | PCF            | 4 208        | 8,96         | Retrait     | Retrait     |  |
|                |                     |                |              |              |             |             |  |
| Inscrits       | Inscrits            | Inscrits       | 67 356       | 100,00       | 67 323      | 100,00      |  |
| Abstentions    | Abstentions         | Abstentions    | 18 285       | 27,15        | 14 303      | 21,25       |  |
| Votants        | Votants             | Votants        | 49 071       | 72,85        | 53 020      | 78,75       |  |
| Blancs et nuls | Blancs et nuls      | Blancs et nuls | 2 091        | 4,26         | 2 898       | 5,47        |  |
| Exprimés       | Exprimés            | Exprimés       | 46 980       | 95,74        | 50 122      | 94,53       |  |